# Canis lupus griseoalbus
El lobo de Manitoba (Canis lupus griseoalbus) también llamado en inglés lobo grey-white por la coloración gris clara y blanca de su piel, es una posible subespecie de lobo gris sujeta a controversia pues para algunos científicos no formaría una subespecie propia, sino que se trataría de ejemplares  del conocido como Lobo de la Bahía de Hudson. En cualquier caso su hábitat se extendía por Manitoba, Alberta y alrededores.
Fue descrito y catalogado por primera vez por  el naturalista John Richardson a mediados del siglo XIX pero al ser una especie muy apreciada por su piel rápidamente fue llevada a la extinción en estado salvaje, en torno a los primeros años del siglo XX, quedando algunos ejemplares en cautividad, empleándose posteriormente estos ejemplares para repoblar el Parque Yellowstone, lo que supuso algunas críticas por tratarse de una especie de mayor tamaño a los lobos que históricamente habitaron el parque, como el canis lupus irremotus, erradicados décadas atrás de dichas áreas. El mayor tamaño también supone mayor depredación, no siempre obtenida de la fauna salvaje, siendo un problema para muchos ganaderos que hacía tiempo dejaron de preocuparse al desaparecer el lobo de sus territorios.